# Ivo Fischer (Mediziner)
Ivo Frithjof Fischer (* 17. Dezember 1927 in Bregenz; † 27. Dezember 2016 ebenda) war ein österreichischer Frauenarzt und Geburtshelfer.

## Leben

### Jugend und Ausbildung
Ivo Fischer stammte aus einer Medizinerfamilie. Er war der Sohn des Dermatologen Erich Fischer und der Gynäkologin Erna Sylvia Fischer. Er besuchte die Volksschule Belruptstraße in Bregenz, danach das jesuitische Stella Matutina in Feldkirch und nach Schließung des Jesuitenkollegs ab 1934 die Oberschule für Jungen in Bregenz. Zur Zeit des Nationalsozialismus war er in der Hitlerjugend, war im Krieg Luftwaffenhelfer in Friedrichshafen und absolvierte den Reichsarbeitsdienst. Dann wurde er Funker und Fernsprecher bei der Wehrmacht in Salzburg, später bei der Gebirgsartillerie. Bei Kriegsende war er am Plattensee stationiert und wurde nach dem Tod Hitlers am 1. Mai 1945 unter General Dönitz nochmals neu vereidigt.
Fischer studierte Medizin an der Universität Innsbruck und der Universität Wien. Am 7. Februar 1953 wurde er in Innsbruck zum Dr. med. promoviert. Weitere Ausbildungsstationen waren die US-amerikanischen Universitäten in Pittsburgh, Yale und Harvard. In den Vereinigten Staaten arbeitete er mit Carl Djerassi und Gregory Pincus zusammen, als diese die Antibabypille entwickelten. Postgradual studierte er auch Philosophie, Rechtswissenschaften, Naturwissenschaften und Informatik in Innsbruck sowie Englisches Recht in Pittsburgh.
Er war verheiratet mit der Gynäkologin Gertrude Fischer, geborene Weber.

### Wirken
Er war als Facharzt für Gynäkologie und Geburtshilfe tätig und Primar des Sanatoriums Mehrerau der Territorialabtei Wettingen-Mehrerau in Bregenz. Zudem war er gerichtlich beeidet und zertifizierter Sachverständiger Facharzt für Frauenheilkunde und Geburtshilfe. 1993 wurde er pensioniert.
Nachdem an der dortigen Universität bereits um 1950 die Idee entstand, einen Hörsaal in der Cathedral of Learning seiner Heimat Österreich zu widmen, griff Fischer die Idee erneut auf und gründete im November 1978 die Austrian American Cultural Society (AACS) an der Universität. Um die für den Bau des barocken Hörsaals notwendigen 250.000 US-Dollar, arrangierte er unter anderem 1979 mit einigen Mitgliedern ein Benefizkonzert in der Carnegie Music Hall am Hauptcampus für den „Austrian Nationality Room“.
Fischer hatte zahlreiche Ehrenämter inne. Er war 1945 Gründungsmitglied des Europäischen Forums Alpbach. 1946 war er, damals Student, mit seinen initiierten „Bregenzer Festwochen“ einer der Gründer der Bregenzer Festspiele. Er war Medizinalrat und in den Nachkriegsjahren Privatsekretär von Leopold Figl. Des Weiteren war er langjähriger Vorstand des AHLB-Vorarlberg/Vorarlberger Cartellverband und Fellow des International College of Surgeons (ICS), Chicago. Er war Honorarkonsul für Italien im österreichischen Amtsbereich Vorarlberg. Er gründete 1976 die kurzlebige Studentenverbindung KÖAV Vindemia Feldkirch im ÖCV.
Ivo Fischer engagierte sich für zahlreiche Sozialprojekte im Heiligen Land, insbesondere für die Schulen in Gaza und das Österreichische Hospiz in der Jerusalemer Altstadt. 1977 wurde er von Kardinal-Großmeister Maximilien de Fürstenberg in den Ritterordens vom Heiligen Grab zu Jerusalem aufgenommen und am 25. September 1977 von Jakob Weinbacher, Großprior in Österreich, im Grazer Dom in den Päpstlichen Laienorden investiert. Zuletzt war er Großoffizier des Ritterordens vom Heiligen Grab zu Jerusalem. 1978 gründete er zusammen mit Ernst Kolb (Leitender Komtur) und dem Abt der Territorialabtei Wettingen-Mehrerau Kassian Lauterer OCist (Prior) die Komturei Bregenz des Päpstlichen Ritterordens. Fischer war von 1978 bis 1994 Leitender Komtur in Bregenz.

## Ehrungen und Auszeichnungen
- Verdienstorden der Italienischen Republik (Ritter)
- Ritter vom Heiligen Grab (Ritter 1977; Offizier; Großoffizier)
- Ehrenmitglied des Europäischen Forum Alpbach
- Goldenes Ehrenzeichen der Republik Österreich (1998)[18]